# Teologia małżeństwa i rodziny Jana Pawła II

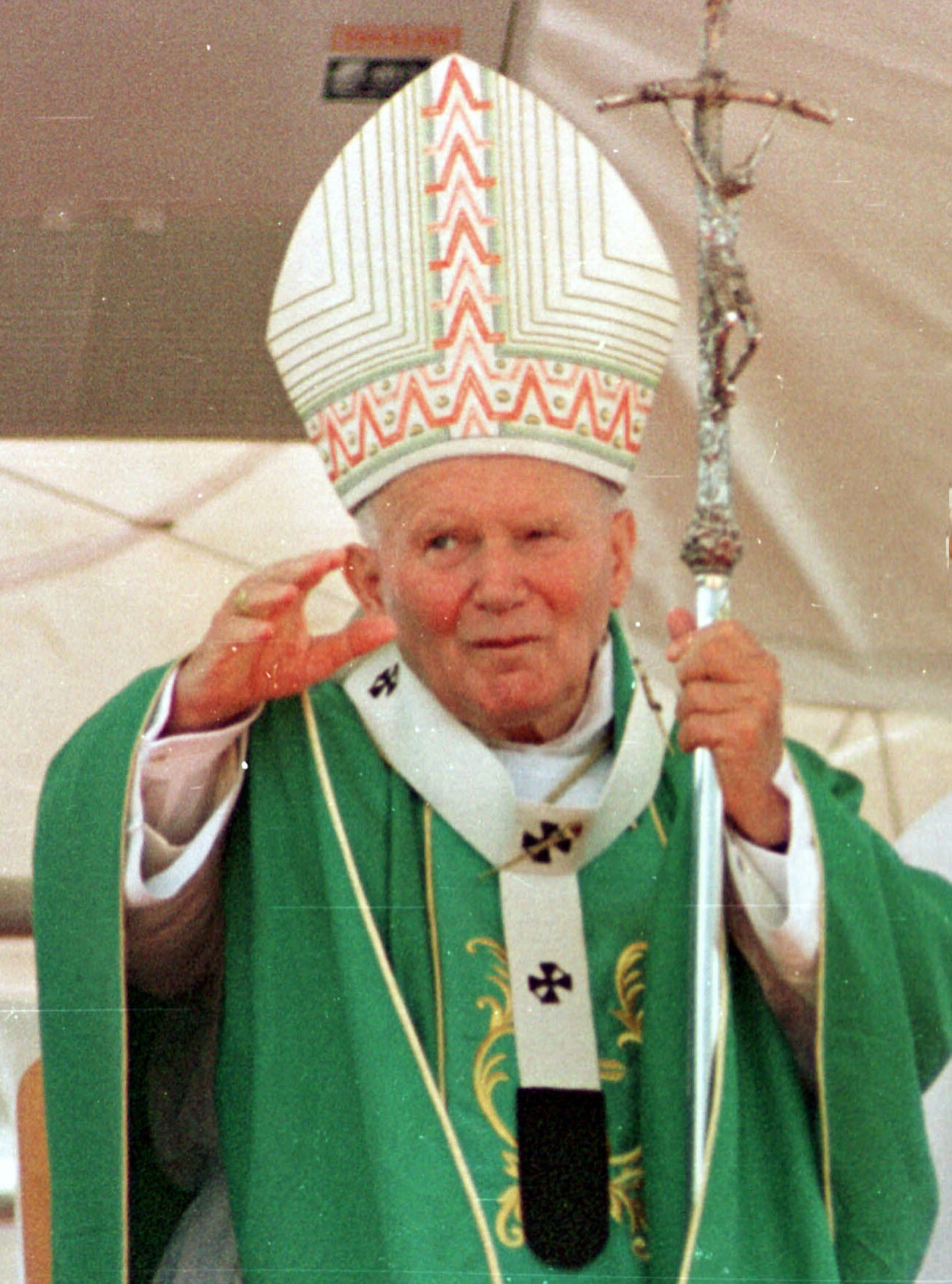

Teologia Jana Pawła II dotycząca małżeństwa i rodziny, inaczej nazywana przez papieża teologią ciała oraz teologią płci uznana została przez Kościół katolicki za przełom w dziedzinie duchowości chrześcijańskiej. Jej podstawę stanowi świadome zerwanie z tendencjami manichejskimi oraz przekonanie, iż człowiek stanowi "obraz i podobieństwo Boże" nie tylko poprzez duszę, ale również przez swoje ciało oraz komunię osób. Teologia ta za punkt wyjścia powzięła integralną egzegezę wypowiedzi Jezusa Chrystusa, zapisanych w Ewangeliach synoptycznych, w których mowa jest o związku kobiety i mężczyzny w perspektywie początku stworzenia, doczesności oraz przyszłego zmartwychwstania ciał. Autor szczególny nacisk położył na kategorię komunijności płci i małżeństwa, która to komunijność stanowi nie tylko sens małżeństwa w doczesności, ale uduchowiona będzie trwała również w życiu wiecznym.